# Georg Benedikt von Ogilvy

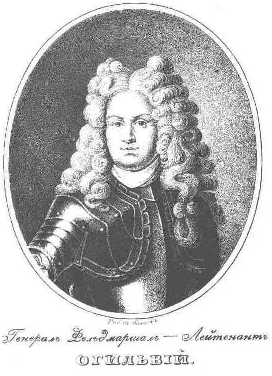
Georg Benedict Ogilvy (1644-1710)

Georg Benedict Ogilvy (ryska Георг Венедикт Огильви), senare riksgreve och baron Georg Benedict von Ogilvy (född 1644, död 8 oktober 1710), var en skotsk militär i österrikisk, rysk och sachsisk tjänst. 
Rysk fältmarskalk 1704, ledde han de ryska trupperna som belägrade och intog staden Narva i augusti samma år. Under 1705-1706 års kampanj kommenderade han de ryska trupperna i Polen innan Boris Sjeremetev blev utnämnd till chef i hans ställe. Ogilvy gjorde mycket för organisationen i den ryska armén. Han tog illa vid sig av Sjeremetevs utnämning, och när han i Mensjikov mötte en ovän lämnade Ogilvy Ryssland och blev sachsisk fältmarskalk 1706.